# Zgar
Zgar – strata metalu w czasie procesów metalurgicznych, głównie wytapiania. Jest wynikiem reakcji chemicznej, najczęściej utleniania metalu i pierwiastków w nim zawartych. Produktem takiej reakcji są głównie tlenki występujące w stanie stałym przechodzące do żużla. Niekiedy zgary występują w formie gazowej (np. CO). Zgary są źródłem strat otrzymywanego pierwiastka.